# باسير بادي
باسير بادي أو شاطئ باسير بادي (بالإندونيسية: Pantai Pasir Padi) هو واحد من الشواطئ الواقعة في جزيرة بانغكا في إندونيسيا. يواجه الشاطئ مباشرة بحر الصين الجنوبي. له خط ساحلي بطول 300 متر مع موجات هادئة ورمال بيضاء كثيفة. منطقة شاطئ باسير بادي هي منطقة ذات إمكانات سياحية في بانغكال بينانغ. يمكن للزائرين من خارج المنطقة أو خارجها اللذين وصلوا عبر مطار ديباتي أمير وميناء بانجكا بلام، الذهاب مباشرة إلى الشاطئ.